# Goddard Space Flight Center
Goddard Space Flight Center er et NASA-rumfartscenter opført i 1959 og opkaldt efter fysikeren Robert Goddard. Centeret ligger i Maryland, USA.

## Ekstern henvisning
Goddard Space Flight Center Arkiveret 26. september 2009 hos  Wayback Machine
- Wikimedia Commons har flere filer relateret til Goddard Space Flight Center

| Rumfart | Spire Denne artikel om rumfart er en spire som bør udbygges. Du er velkommen til at hjælpe Wikipedia ved at udvide den. |

38°59′32″N 76°51′09″V / 38.9922°N 76.8525°V